# Neofaculta
Neofaculta é um gênero de traça pertencente à família Agonoxenidae.